# Samuel Mischitz
Samuel Mischitz (* 14. August 2003 in Bregenz) ist ein österreichischer Fußballspieler.

## Karriere

### Verein
Mischitz begann seine Karriere beim SV Lochau. Zur Saison 2017/18 wechselte er in die AKA Vorarlberg, in der er in den folgenden vier Spielzeiten sämtliche Altersstufen durchlief. Im September 2020 erhielt er einen Profivertrag beim SCR Altach, der bereits zur Saison 2020/21 als sein Stammklub gemeldet worden war. Zur Saison 2021/22 rückte er in den Profikader des Bundesligisten.
Zunächst spielte er allerdings viermal für die Amateure Altachs in der viertklassigen Vorarlbergliga, ehe er schließlich im August 2021 in der Bundesliga debütierte, als er am fünften Spieltag jener Saison gegen die WSG Tirol in der Startelf stand. In zwei Spielzeiten kam er zu 20 Bundesligaeinsätzen für Altach.
Zur Saison 2023/24 wechselte Mischitz leihweise zum Zweitligisten FC Dornbirn 1913. Während der Leihe kam er zu 21 Einsätzen in der 2. Liga. Zur Saison 2024/25 kehrte er wieder nach Altach zurück, wo er aber ausschließlich für die Amateure zum Zug kam. Nach der Saison 2024/25 verließ er Altach.
Zur Saison 2025/26 wechselte Mischitz daraufhin zu Regionalligist SC Retz.

### Nationalmannschaft
Mischitz spielte im Oktober 2018 erstmals für eine österreichische Jugendnationalauswahl. Im September 2019 absolvierte er bei einer 4:1-Niederlage gegen die Schweiz sein einziges Spiel für die U-17-Mannschaft, der Außenverteidiger erzielte in dieser Partie das österreichische Tor.
Mit der U-19-Auswahl, für die er bis dahin noch nicht gespielt hatte, nahm er 2022 an der EM teil. Während des Turniers debütierte er dann gegen England im U-19-Team. Während des Turniers kam er zu zwei Einsätzen, mit Österreich schied er aber in der Gruppenphase aus und verpasste anschließend auch die Qualifikation für die WM. Im September 2022 gab er gegen Montenegro sein Debüt für die U-21-Auswahl.